# Gli speciali del Giallo Mondadori
Gli Speciali del Giallo Mondadori è stata una collana di narrativa poliziesca della Arnoldo Mondadori Editore con periodicità variabile, pubblicata dal 1994 all'estate 2023. Nel settembre 2023, gli Speciali vengono sostituiti dalla nuova collana Il Giallo Mondadori BIG.
Alcuni titoli sono composti da un singolo romanzo, la maggior parte sono antologie con più romanzi e racconti, anche di autori diversi.
| N.    | Titolo complessivo                                        | Autore/i e titoli dei singoli romanzi/racconti | Pubblicazione  |
| ----- | --------------------------------------------------------- | --- | -------------- |
| 1     | Vacanze romane                                            | Danila Comastri Montanari, Mors tua Danila Comastri Montanari, In corpore sano Danila Comastri Montanari, Cave canem                                                                                                   | giugno 1994    |
| 2     | Poker d'assi                                              | Agatha Christie, Dieci piccoli indiani Ellery Queen, Le lettere scarlatte Rex Stout, Nero Wolfe discolpati Cornell Woolrich, La finestra sul cortile                                                                   | luglio 1994    |
| 3 I   | -                                                         | Lilian Jackson Braun, Il gatto che leggeva alla rovescia | agosto 1994    |
| 3 II  | -                                                         | Lilian Jackson Braun, l gatto che vedeva rosso | agosto 1994    |
| 3 III | -                                                         | Lilian Jackson Braun, Il gatto che amava Brahms | agosto 1994    |
| 3 IV  | -                                                         | Lilian Jackson Braun, Il gatto che giocava all'ufficio postale | agosto 1994    |
| 4     | Quando il delitto è in vacanza                            | Nicholas Blake, Io sono la vittima Carter Dickson, Delitto a bordo Ellery Queen, Il paese del maleficio | luglio 1995    |
| 5     | Misteri vittoriani                                        | Anne Perry, Il boia di Carter Street Anne Perry, I peccati di Callander Square Anne Perry, I misteri di Paragon Walk                                                                                                   | luglio 1995    |
| 6     | Misteri sotto la neve                                     | Nicholas Blake, Misteri sotto la neve Carter Dickson, Assassinio nell'abbazia Ellery Queen, Colpo d grazia | novembre 1995  |
| 7     | 3 passi nel noir                                          | Boileau-Narcejac, La donna che visse due volte Ethel Lina White, La scala a chiocciola Vera Caspary, Laura | aprile 1996    |
| 8     | La morte sotto chiave                                     | antologia di racconti | giugno 1996    |
| 9     | Magia gialla                                              | Clayton Rawson, Morte dal cappello a cilindro John Dickson Carr, La corte delle streghe Cornell Woolrich, Frontiera selvaggia                                                                                          | luglio 1996    |
| 10    | Replay per Sarti Antonio                                  | Loriano Macchiavelli, Le piste dell’attentato Loriano Macchiavelli, Fiori alla memoria Loriano Macchiavelli, Ombre sotto i portici                                                                                     | ottobre 1996   |
| 11    | Le piccole città                                          | Pierre Magnan, Morirai per ultima Sébastien Japrisot, La signora dell'auto con gli occhiali e un fucile Alain Demouzon, Esca viva                                                                                      | marzo 1997     |
| 12    | Diario di guerra e di mistero                             | Rex Stout, Nero Wolfe è in pericolo Christianna Brand, Delitto in bianco Carter Dickson, Fantasma in mare | maggio 1997    |
| 13    | L'ultimo rebus                                            | antologia di racconti | luglio 1997    |
| 14    | Il mistero della camera gialla e altre storie impossibili | Gaston Leroux, Il mistero della camera gialla Edward D. Hoch, Diagnosi impossibile | ottobre 1997   |
| 15    | Omicidi di classe                                         | Ellery Queen, A scuola con Ellery Queen Colin Dexter, L'ispettore Morse e la ragazza scomparsa Lois Duncan, Uccidiamo Mr. Griffin                                                                                      | marzo 1998     |
| 16    | Complotti di famiglia                                     | Q. Patrick, Tè e veleno Cornell Woolrich, La notte in cui morii Ross Macdonald Il delitto non invecchia | giugno 1998    |
| 17    | Le signorine omicidi                                      | Mary Roberts Rinehart, Il nemico sconosciuto Christianna Brand, Elizabeth e il fantasma ribaldo di Fitzmerrian Manor Stuart Palmer, Un pinguino per Hildegarde                                                         | luglio 1998    |
| 18    | L'ombra del mostro                                        | Francis Beeding, La morte cammina per Eastrepps Cornell Woolrich, Il detective danzante Philip MacDonald, La morte è impazzita                                                                                         | ottobre 1998   |
| 19    | È di scena il delitto                                     | Ed McBain, Ottanta milioni di occhi Ellery Queen, Quattro di cuori | marzo 1999     |
| 20    | La parola alla difesa                                     | Edgar Lustgarten, Signori della corte Sara Woods, Un caso disperato Cornell Woolrich, La disperata difesa del signor Dellford                                                                                          | maggio 1999    |
| 21    | L'ultima sfida                                            | John Dickson Carr, Gideon Fell e la Gabbia Mortale Richard Forrest, Identikit per un delitto antico | luglio 1999    |
| 22    | I segugi di Dio                                           | Anthony Boucher, Sorella Ursula indaga Gilbert Keith Chesterton, Il miracolo della mezzaluna Harry Kemelman, Con te | ottobre 1999   |
| 23    | In trappola                                               | Cornell Woolrich, Incubo Margaret Millar, Mistero senza fine John Wainwright, Lavaggio del cervello | marzo 2000     |
| 24    | Ritornano le signorine omicidi                            | Mignon G. Eberhart, Uno di noi Stuart Palmer, L'enigma nero Patricia Wentworth, Appuntamento con la morte | maggio 2000    |
| 25    | Omicidi al sole                                           | Ellery Queen, Il mistero di Capo Spagna Ursula Curtiss, La tigre per la coda Christianna Brand, Il gatto e il topo | luglio 2000    |
| 26    | Omicidi d'annata                                          | Ellery Queen, Uno studio in nero Lillian De La Torre, La serva scomparsa Peter Lovesey, La vacanza del cappellaio matto                                                                                                | ottobre 2000   |
| 27    | Quando il gatto ci mette la coda                          | Lilian Jackson Braun, Il gatto che leggeva alla rovescia Lilian Jackson Braun, Il gatto che vedeva rosso Lilian Jackson Braun, Il fenomeno Fluppie Lilian Jackson Braun, Susu e il fantasma delle venti e trenta       | marzo 2001     |
| 28    | Tre Casi Per Le Signorine omicidi                         | Mary Roberts Rinehart, Il pipistrello Stuart Palmer, Hildegarde Whiters: la radice del male Cornell Woolrich, Il cadavere nella tomba del presidente Grant                                                             | luglio 2001    |
| 29    | Delitti in vacanza                                        | Rex Stout, Nero Wolfe e il caso dei mirtilli Patrick Quentin, La casa dell'uragano Carter Dickson, Errore all'alba | luglio 2001    |
| 30    | Delitti in camice bianco                                  | Ellery Queen, Un paio di scarpe Rosemary Kutac, Profondo sonno Mary Roberts Rinehart, Giallo all'ospedale | ottobre 2001   |
| 31    | Telefoni bianchi, Delitti neri                            | Augusto De Angelis, L'impronta del gatto Tito A. Sagnol, Uno, due, tre e un'antologia di racconti | dicembre 2001  |
| 32    | Il villaggio del mistero                                  | Leo Bruce, Un tranquillo villaggio di paura Elizabeth Ferrars, Nemici di famiglia Lilian Jackson Braun, Lo scuro Lilian Jackson Braun, Tipsy e l'ufficio igiene                                                        | marzo 2002     |
| 33    | Tanto va il gatto al delitto...                           | Lilian Jackson Braun, Il gatto che amava Brahms Lilian Jackson Braun, Il gatto che giocava all'ufficio postale Lilian Jackson Braun, Il weekend della grande poltiglia Lilian Jackson Braun, L'eroe di Drummond street | giugno 2002    |
| 34    | In vacanza con le Signorine Omicidi                       | Mary Roberts Rinehart, L'inferno Patricia Wentworth, Quando il passato uccide Lilian Jackson Braun, Un gatto troppo piccolo per i suoi baffi                                                                           | agosto 2002    |
| 35    | Pennetta indaga                                           | Lucio Trevisan, Il naso di Mussolini Lucio Trevisan, Prova di forza Lucio Trevisan, L'ombra del passato | novembre 2002  |
| 36    | Delitti in camera chiusa                                  | Ellery Queen, Il delitto alla rovescia Hake Talbot, L'orlo dell'abisso John Dickson Carr, La camera chiusa Clayton Rawson, Il mago merlini                                                                             | marzo 2003     |
| 37    | Le nuove indagini delle signorine omicidi                 | Mignon G. Eberhart, La stanza n. 18 Ethel Lina White, Delitto al museo delle cere Cornell Woolrich, Un libro in prestito                                                                                               | maggio 2003    |
| 38    | Una tranquilla vacanza... di paura                        | Ellery Queen, Il caso dei fratelli siamesi Hillary Waugh, L'ospite di notte Philip MacDonald, Fine di un sogno | luglio 2003    |
| 39    | Quattro gatti in giallo                                   | Lilian Jackson Braun, Il gatto che leggeva Shakespeare Lilian Jackson Braun, Il gatto che parlava ai fantasmi Lilian Jackson Braun, East side story Lilian Jackson Braun, Tragedia a Capodanno                         | aprile 2004    |
| 40    | In vacanza con l'assassino                                | Rex Stout, La guardia al toro Ellery Queen, Il te del Cappellaio Matto Charles Daly King, Vacanza alle Bermude | luglio 2004    |
| 41    | Le signorine omicidi all'attacco                          | Mary Roberts Rinehart, La scala a chiocciola Stuart Palmer, È morta una formica Cornell Woolrich, Compito in classe | luglio 2004    |
| 42    | Due casi per Maffina                                      | Annamaria Fassio, Tesi di laurea Annamaria Fassio, I delitti della casa rossa | novembre 2004  |
| 43    | Il delitto fa le fusa                                     | Lilian Jackson Braun, Il gatto che mangiava i mobili Lilian Jackson Braun, Il gatto che conosceva il cardinale | dicembre 2004  |
| 44    | Omicidi d'altri tempi                                     | Colin Dexter, Questione di metodo Paul Harding, Mistero alla torre di Londra John Dickson Carr, Chi di spada ferisce...                                                                                                | maggio 2005    |
| 45    | Indifese? Storie di damigelle in pericolo                 | Rufus King, Camera chiusa n.13 Lewis Padgett, Ossessione Patrick Quentin, Il nemico invisibile | luglio 2005    |
| 46    | I gatti del mistero                                       | Stuart Palmer, I passeggeri dell'Alabama Erle Stanley Gardner, Perry Mason e il mistero del gatto grigio Arthur Conan Doyle, Il gatto brasiliano                                                                       | agosto 2005    |
| 47    | Delitti siamesi                                           | Lilian Jackson Braun, Il gatto che muoveva la montagna Lilian Jackson Braun, Il gatto che non c'era Lilian Jackson Braun, Vita privata del gatto che...                                                                | dicembre 2005  |
| 48    | Le case del delitto                                       | Theodora Du Bois, La casa del terrore Mignon G. Eberhart, La casa nella tempesta Mary Roberts Rinehart, La moglie dell'attore                                                                                          | aprile 2006    |
| 49    | Viaggi con delitto                                        | Ellery Queen, Quattro di cuori C. Daly King, In alto mare Arthur Conan Doyle, Il treno scomparso | luglio 2006    |
| 50    | Gatti & delitti                                           | Lilian Jackson Braun, Il gatto che accendeva il registratore Lilian Jackson Braun, Il gatto che entrava nell'armadio                                                                                                   | dicembre 2006  |
| 51    | Scuola omicidi                                            | Agatha Christie, Macabro Quiz Q. Patrick, La morte fa l'appello Cornell Woolrich, Se dovessi morire prima di svegliarmi                                                                                                | aprile 2007    |
| 52    | Tre delitti per Gideon Fell                               | John Dickson Carr, Gideon Fell e il caso dei suicidi John Dickson Carr, Il cappellaio matto John Dickson Carr, Mani invisibili                                                                                         | luglio 2007    |
| 53    | Gatti ed enigmi                                           | Lilian Jackson Braun, Il gatto che annusava la colla Lilian Jackson Braun, Il gatto che giocava a domino | dicembre 2007  |
| 54    | Città violente                                            | Ed McBain, Una città contro Fredric Brown, Sangue nel vicolo Cornell Woolrich, New York Blues | aprile 2008    |
| 55    | L’isola dei delitti                                       | Agatha Christie, Dieci piccoli indiani Hake Talbot, Terrore nell'isola Roy Vickers, L'unico superstite | luglio 2008    |
| 56    | I gatti del crimine                                       | Lilian Jackson Braun, Il gatto che volle andare sottoterra Lilian Jackson Braun, Il gatto che faceva la spia | dicembre 2008  |
| 57    | Le signorine omicidi colpiscono ancora                    | Patricia Wentworth, Miss Silver e il caso Pilgrim Mildred Davis, Appuntamento col destino Stuart Palmer, L'impronta azzurra                                                                                            | aprile 2009    |
| 58    | Gli investigatori di Dio                                  | Paul Harding, La galleria dell'usignolo Anthony Boucher, Nove volte nove Gilbert Keith Chesterton, Il pugnale alato | giugno 2009    |
| 59    | Il gatto che scoprì il colpevole                          | Lilian Jackson Braun, Il gatto che amava il formaggio Lilian Jackson Braun, Il gatto che pedinava il ladro | dicembre 2009  |
| 60    | Delitti dall'aldilà                                       | Clayton Rawson, Le impronte sul soffitto Helen McCloy, La stanza del silenzio Ellery Queen, La lampada di Dio | aprile 2010    |
| 61    | Politica del delitto                                      | Andrew Grave, Delitto a Mosca Dominic Devine, Una talpa in comune Thomas Flanagan, I venti freddi di Adestra | luglio 2010    |
| 62    | Il gatto che conosceva gli astri                          | Lilian Jackson Braun, Il gatto che cantava agli uccelli Lilian Jackson Braun, Il gatto che guardava le stelle | dicembre 2010  |
| 63    | In due si indaga meglio                                   | Rex Stout, Non ti fidare Colin Dexter, L'ispettore Morse e la ragazza scomparsa Arthur Conan Doyle, Il vampiro del Sussex                                                                                              | aprile 2011    |
| 64    | Relazioni pericolose                                      | Ellery Queen, Dopo la folgore Elliott Chaze, Con lei fino all'inferno Charles B. Child, Il mistero di Kademein | luglio 2011    |
| 65    | Arcani e delitti                                          | John Dickson Carr, L'automa Lucille Fletcher, Ossessione senza fine Arthur Porges, Appuntamento con il demonio | dicembre 2011  |
| 66    | Delitti in luna di miele                                  | Ross Macdonald, Il delitto non invecchia Harry Carmichael, Paura al chiaro di luna Cornell Woolrich, La settima moglie di Barbablù                                                                                     | aprile 2012    |
| 67    | Omicidi in crociera                                       | Earl Derr Biggers, Una tragica promessa Wade Miller, Crociera nell'incubo Agatha Christie, Un problema in alto mare | luglio 2012    |
| 68    | Veleni letali                                             | John Dickson Carr, Piazza pulita Hillary Waugh, Veleno in famiglia Anthony Berkeley, Il barattolo sbagliato | dicembre 2012  |
| 69    | I detective dell'impossibile                              | Edgar Wallace, I Quattro Giusti S.S. Van Dine, La tragedia in casa Christianna Brand, La calda nebbia bianca | aprile 2013    |
| 70    | Le stanza del delitto                                     | A.A. Fair, Scacco matto Elizabeth Ferrars, Una vita di troppo John Dickson Carr, La locanda dei fantasmi | luglio 2013    |
| 71    | Melodie di morte                                          | Jonathan Stagge, Dolce, vecchia canzone di morte Robert Goldsborough, Nero Wolfe: delitto in mi minore Cornell Woolrich, Passi che si avvicinano                                                                       | dicembre 2013  |
| 72    | Viaggi nell'incubo                                        | Ellery Queen, Frontiera maledetta Edgar Wallace, La nave dei misteri Arthur Conan Doyle, L'uomo dagli orologi | aprile 2014    |
| 73    | Le signorine omicidi                                      | Mignon G. Eberhart, Divorzio provvisorio James Yaffe, Mammina e il suo creatore Agatha Christie, Diritto d'asilo | luglio 2014    |
| 74    | Tre donne del mistero                                     | Dorothy L. Sayers, Gli occhi verdi del gatto Ngaio Marsh, Delitto d'annata Mary Roberts Rinehart, La scheggia | dicembre 2014  |
| 75    | Delitti in tribunale                                      | R. Austin Freeman, L’impronta scarlatta Erle Stanley Gardner, Perry Mason e la strana sposina Cornell Woolrich, Gli scalini del patibolo                                                                               | aprile 2015    |
| 76    | Le indagini di Scotland Yard                              | John Dickson Carr, Scandalo a High Chymnes J.J. Marric, Il mese di Gideon Edgar Wallace, Il poliziotto innamorato | luglio 2015    |
| 77    | Delitti al castello                                       | Donald E. Westlake, Castello in aria Edgar Wallace, L’avventuriero Gilbert Keith Chesterton, Il segreto di Padre Brown                                                                                                 | dicembre 2015  |
| 78    | L’alta cucina del delitto                                 | Ellery Queen, La ricetta del diavolo Douglas Clark, Ne uccide più la gola… Cornell Woolrich, Morte in ascensore | aprile 2016    |
| 79    | Delitti in prima pagina                                   | Fredric Brown, Gorgo fatale Gregory Mcdonald, Giovedì mi ucciderai Cornell Woolrich, Galoppino | luglio 2016    |
| 80    | I tre volti del noir                                      | James Hadley Chase, Colpo a freddo Stefano Di Marino, Per il sangue versato Francis Iles, Viaggio nel buio | novembre 2016  |
| 81    | Tre misteri per le signorine omicidi                      | Patricia Wentworth, La collezione Kay Strahan, La fattoria del deserto Stuart Palmer, Il mistero della villetta da luna di miele                                                                                       | febbraio 2017  |
| 82    | Agli albori del giallo                                    | John Buchan, I trentanove scalini Emilio De Marchi, Il cappello del prete Edgar Allan Poe, I delitti della Rue Morgue                                                                                                  | luglio 2017    |
| 83    | Delitti in gioco                                          | John Victor Turner, L'uomo dal fazzoletto S.S. Van Dine, Il mistero di casa Garden Ellery Queen, L'avventura della finale di baseball                                                                                  | settembre 2017 |
| 84    | Amori malati                                              | Oriana Ramunno, L'amore malato Antonio Tenisci, Ombre viola Elisa Bertini, Nerocuore | dicembre 2017  |
| 85    | Il messaggio del morto                                    | Agatha Christie, I sette quadranti John Dickson Carr, Astuzia per astuzia Ellery Queen, L'avventura dell'orologio sotto la campana di vetro                                                                            | marzo 2018     |
| 86    | La morte viene da lontano                                 | Peter Lovesey, Un fantasma per Cribb Paul Harding, Fratello Athelstan - Il regno del male Melville Davisson Post, La vigna di Nabot                                                                                    | luglio 2018    |
| 87    | Delitti d'Oltralpe                                        | Gaston Leroux, Arrestate Rouletabille Maurice Renard, Le mani d'Orlac Maurice Leblanc, Edith dal Collo di Cigno | settembre 2018 |
| 88    | Le Signore del delitto                                    | Edgar Wallace, La collana di smeraldi Cornell Woolrich, L'angelo nero Emma Orczy, La signora dal grande cappello | dicembre 2018  |
| 89    | Il nemico alla porta                                      | Ethel Lina White, La vittima è presente Richard Austin Freeman, La svista del signor Pottermack Cornell Woolrich, Il pomeriggio di un truffatore                                                                       | marzo 2019     |
| 90    | Ai gatti piace il delitto                                 | George Todd Downing, La pensione di Madame Fournier D. B. Olsen, Il gatto e il capricorno Roy Vickers, Il gatto di Miss Paisley                                                                                        | luglio 2019    |
| 91    | Investigatori col monocolo                                | Freeman Wills Crofts, Il silenzio delle ombre J.J. Connington, Il cratere del diavolo Richard Austin Freeman, Rex v. Burnaby                                                                                           | settembre 2019 |
| 92    | Natale di sangue                                          | Augusto De Angelis, Il do tragico Leo Bruce, Diario di un assassino Edgar Wallace, Il caso Chopham | dicembre 2019  |
| 93    | Delitti in campagna                                       | Marie Belloc Lowndes, La dama di compagnia Henry Wade, L'ultima sera Ethel Lina White, La vacanza | marzo 2020     |
| 94    | Omicidi nel villaggio                                     | Georgette Heyer, L'omicidio di Norton Manor Edmund Crispin, La morte nel villaggio Leo Bruce, La moglie del dottore | luglio 2020    |
| 95    | Il lungo braccio della legge                              | A. E. W. Mason, Delitto a Villa Rose Christianna Brand, Cockrill perde la testa Edgar Wallace, La stanza della morte                                                                                                   | settembre 2020 |
| 96    | Caccia al tesoro                                          | Neil Gordon, L'eredità introvabile A. E. W. Mason, Il voto del capitano J. S. Fletcher, La Farfalla dei Massingham | dicembre 2020  |
| 97    | In viaggio con la morte                                   | Edward Phillips Oppenheim, Il corriere scomparso Todd Downing, La luce gialla Victor Lorenzo Whitechurch, Il treno dei misteri                                                                                         | marzo 2021     |
| 98    | L'identità perduta                                        | Virgina Perdue, L'ombra inafferrabile Cornell Woolrich, Incubo Edgar Wallace, Le strane amnesie di Larry Loman | luglio 2021    |
| 99    | Vacanze con delitto                                       | Paul McGuire, Funerale in paradiso Rufus King, Le tre parrucche Arnold Bennett, Era un delitto? | settembre 2021 |
| 100   | Delitti impossibili                                       | Edgar Wallace, Occhio per occhio John Sladek, Il mistero dello scarabeo scomparso Gilbert Keith Chesterton, Il principe scomparso                                                                                      | dicembre 2021  |

|  | I 100 successivi: Gli speciali del Giallo Mondadori dal 101 al 200 |